# Alexandre Malaquias
Alexandre Malaquias é um maestro, cantor e compositor gospel. Foi jurado do programa de calouros Tarde Show, exibido pela RIT. Suas composições já foram interpretadas principalmente por Paulo César Baruk, cantor evangélico e pelo cantor católico Fábio de Melo. Em 2011, foi contratado pela gravadora Salluz e lançou o álbum Coisas do Amor.

## Discografia
- 2011: Coisas do Amor